# 鳴川肇
鳴川 肇（なるかわ はじめ、1971年 - ）は、日本の建築家・構造家。神奈川県川崎市生まれ、東京都在中。

## 来歴
鳴川は1994年に 芝浦工業大学を卒業し、1996年に東京芸術大学大学院修士課程を修了。1999年にロッテルダムのベルラーヘ・インスティチュートで大学院修士課程を修了し修士号を得る。1994年に "Golden Gai Theatre" が日本建築家協会主催新卒建築家の金賞を獲得。同年に幾何学理論に関する研究を開始。1996年に "Tensegrity Modeling Manual" がSalon de Printemps賞を受賞した。
鳴川はアーネム建築アカデミーと佐々木睦朗構造コンサルタントに勤務後、2009年にAuthaGraph Co.,Ltdを設立した。
2015年以来、慶應義塾大学環境情報学部の准教授を務める。

## 作品

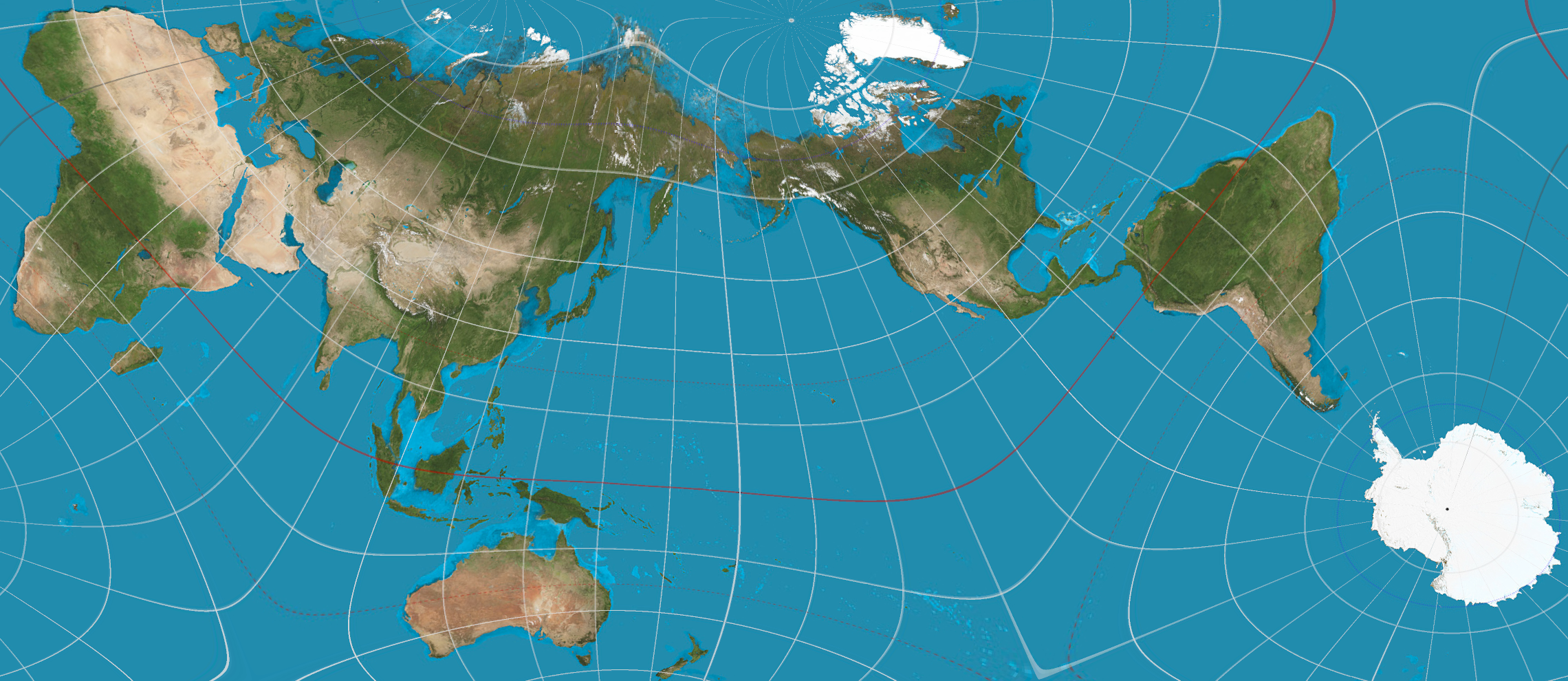
オーサグラフにより描画された世界地図。縦横比は 。

鳴川はバックミンスター・フラーのダイマクション地図に基づいた、ユニークな世界地図投影法であるオーサグラフの発明者である。鳴川が簡略化設計されていたテンセグリティで1996年に修士論文「マニュアルテンセグリティモデル」でモデリングマニュアルを提示。このマニュアルは、複雑な計算や一人の人間による困難な製造技術なしでテンセグリティ構造モデルの構築を可能にしている。マニュアルの概要は、一般にもダウンロード可能である。オーサグラフ投影は平面充填が可能で、隙間なく矩形平板ディスプレイ上に、例えば地球儀として全方位ビューと全天球画像を変換してオーバーラップすることができ、2011年、オーサグラフのマッピング図法は、国立科学技術革新博物館（みらいかん）によって公式のマッピングツールとして選択された。
鳴川は、オーサグラフ投影法について複数の特許を取得している。 

## 賞歴
- 「建築家協会」の新卒建築家による日本建築家協会コンペティションで金賞（1994）
- サロン・ド・プランタン賞（1996）「テンセグリティモデリングマニュアル」
- オーサグラフでグッドデザイン賞・大賞受賞